# Asplundia fagerlindii
Asplundia fagerlindii är en enhjärtbladig växtart som beskrevs av Gunnar Wilhelm Harling. Asplundia fagerlindii ingår i släktet Asplundia och familjen Cyclanthaceae. IUCN kategoriserar arten globalt som nära hotad. Inga underarter finns listade.